# Boračeva
Boračeva (izgovarjava [bɔˈɾaːtʃɛʋa], v starejših virih Boračova, nemško Woritschau) je naselje v Občini Radenci. Statistično je naselje del Pomurske statistične regije, a leži na Štajerskem. Na severu naselje meji na Šratovce, na severovzhodu pa na Radence.
V sredini naselja je majhna kapelica, ki je bila zgrajena leta 1874.